# 中津市立図書館
中津市立図書館（なかつしりつとしょかん）は、大分県中津市にある公共図書館の総称。本館の中津市立小幡記念図書館、分館の中津市立三光図書館、中津市立本耶馬渓図書館、中津市立耶馬渓図書館、中津市立山国図書館の5施設からなる。

## 歴史

### 旧中津市時代

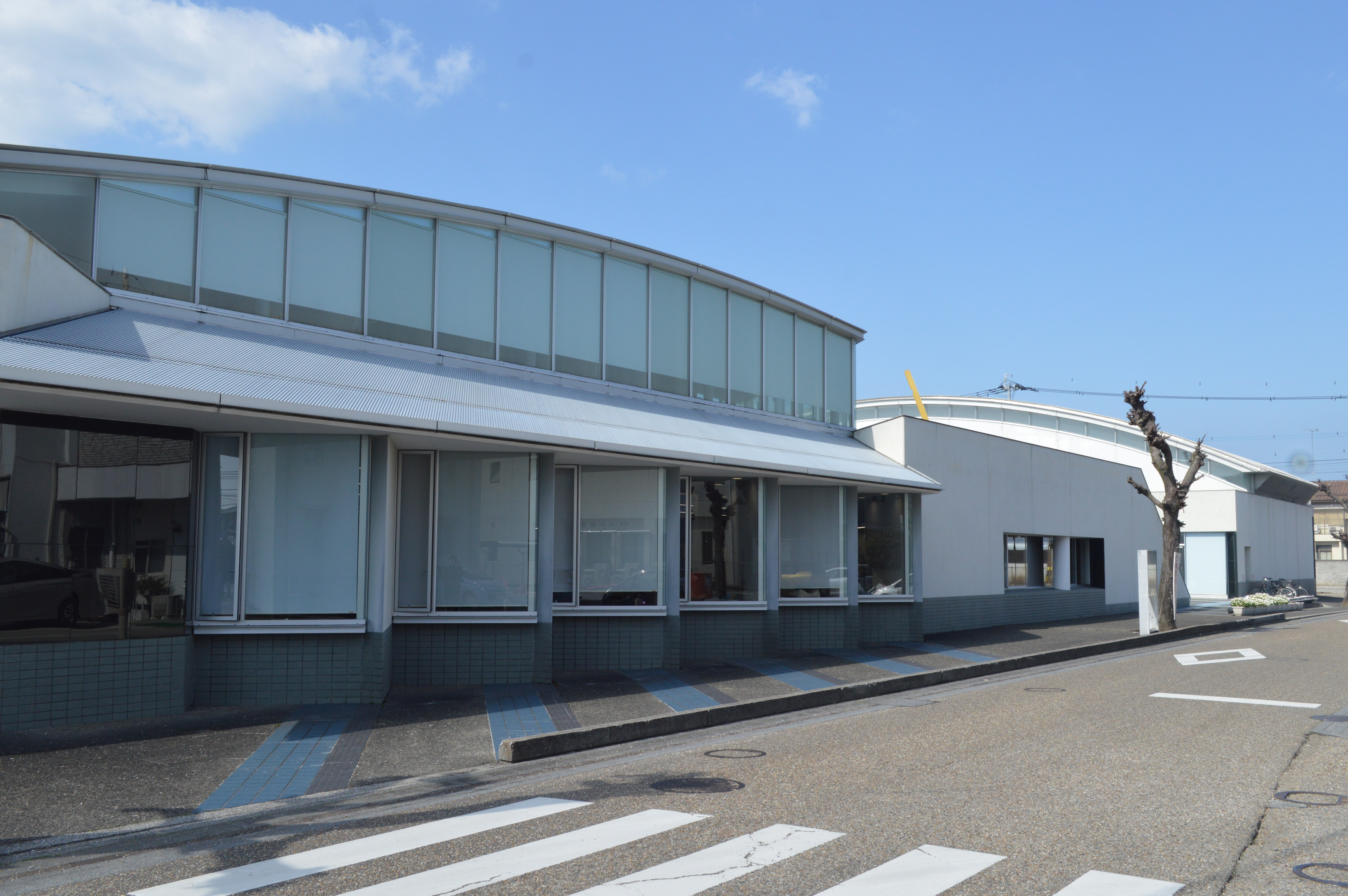
1993年竣工の中津市立小幡記念図書館現行館

1947年（昭和22年）1月1日、財団法人小幡記念図書館が中津市に移管されて中津市立小幡記念図書館となった。
1984年（昭和59年）3月26日には中津市立図書館条例を制定した。
中津市立小幡記念図書館の施設の狭隘化が進んだことから、1993年（平成5年）4月23日には片端町に槇総合計画事務所（槇文彦）設計で中津市立小幡記念図書館の新館が開館した。

### 平成の大合併後
2005年（平成17年）3月1日には中津市が下毛郡三光村、本耶馬渓町、耶馬溪町、山国町を編入し、組織としての中津市立図書館は中津市立小幡記念図書館と4分館からなる体制となった。

## 分館

### 中津市立三光図書館
中津市立三光図書館（なかつしりつさんこうとしょかん）は、大分県中津市三光成恒421-1（旧・三光村）にある公共図書館。

#### 歴史
1981年（昭和56年）3月、三光村中央公民館（現・三光公民館）内に図書室が開館した。1982年（昭和57年）6月には大分県立図書館から図書1,500冊を貸借し、三光村が購入した図書800冊と合わせた計2,300冊の貸出を開始した。同年12月には移動図書館車の運行も開始している。
2005年（平成17年）3月1日、三光村が中津市に編入されたことで中津市立三光図書館に改称した。

### 中津市立本耶馬渓図書館
中津市立本耶馬渓図書館（なかつしりつほんやばけいとしょかん）は、大分県中津市本耶馬渓町曽木1800（旧・本耶馬渓町）にある公共図書館。

#### 歴史
1965年（昭和40年）6月、本耶馬渓町公民館に図書・展示室が開館した。1979年（昭和54年）5月、大分県から貸借した図書100冊と本耶馬渓町が購入した図書200冊・ビデオによって移動図書館出前サービスを開始した。1982年（昭和57年）8月には蔵書約5,000冊によって定期的な移動図書館車の運行を開始した。1986年（昭和61年）8月には本耶馬渓町山村開発センターの1階に蔵書約6,000冊の図書室が完成した。
2005年（平成17年）3月1日、本耶馬渓町が中津市に編入されたことで中津市立本耶馬溪図書館に改称した。

### 中津市立耶馬溪図書館
中津市立耶馬渓図書館（なかつしりつやばけいとしょかん）は、大分県中津市耶馬溪町大字柿坂520（旧・耶馬渓町）にある公共図書館。

#### 歴史
1973年（昭和48年）、耶馬溪町中央公民館（耶馬溪サニーホール）の3階に図書室が開館した。1976年（昭和51年）9月には文化キャラバン車による巡回図書を開始した。なお、1992年（平成4年）5月には耶馬渓町中央公民館の1階に、全国初の公営書店であるわかば書店が開店している。2001年（平成13年）2月には耶馬渓町中央公民館の改修工事が終了し、4月には図書室が地下1階に移動された。2004年（平成16年）12月には江藤湖藤太文庫が設置された。
2005年（平成17年）3月1日、耶馬渓町が中津市に編入されたことで中津市立耶馬渓図書館に改称し、わかば書店は中津市営わかば書店に改称した。中津市営わかば書店は2008年（平成20年）3月末に閉店となった。

### 中津市立山国図書館
中津市立山国図書館（なかつしりつやまくにとしょかん）は、大分県中津市山国町守実130（旧・山国町）にある公共図書館。

#### 歴史
1966年（昭和41年）に開催された第21回国民体育大会（大分国体）を記念して、山国町役場庁舎内に図書棚が設置された。1971年（昭和46年）9月、山国町社会福祉センターにある山国町中央公民館に蔵書約4,000冊の図書館が開館した。開館当初から森林関係書籍や万葉集関係書籍を収集している。1996年（平成8年）5月、複合文化施設「コアやまくに」に蔵書約20,000冊の図書館が開館した。近隣の他自治体から訪れる利用者も多かった。
2005年（平成17年）3月1日、山国町が中津市に編入されたことで中津市立山国図書館に改称した。

## 利用案内
開館時間
- 小幡記念図書館
  - 9時から19時
- 三光図書館・本耶馬渓図書館・耶馬溪図書館・山国図書館
  - 10時から18時

休館日
- 毎週火曜、月末図書整理休館日、年末年始（12月29日～1月4日）、図書館資料総点検休館期間（12月第2週の月曜から金曜）

貸出冊数・貸出期間
- 図書・紙芝居 - 10冊まで、15日間
- 雑誌 - 5冊まで、8日間
- CD・DVD・ビデオ - 5点まで、8日間